# Stand Up (canção de Cynthia Erivo)
"Stand Up'" é uma canção gravada pela cantora britânica Cynthia Erivo como parte da trilha sonora do filme biográfico Harriet (2019), no qual a artista é protagonista. Seu lançamento ocorreu em 25 de outubro de 2019 por intermédio da Black Lot Music.

## Antecedentes
Em 2017, a cantora e atriz Cynthia Erivo foi escolhida para interpretar a abolicionista e ativista norte-americana Harriet Tubman no filme biográfico Harriet. Após a finalização das filmagens, Erivo colaborou com o compositor Joshuah Brian Campbell para escrever a canção que aparecia nos créditos finais da obra.

## Composição
"Stand Up" foi escrita por Erivo e Joshuah Campbell e produzida por Will Wells e Gabe Fox-Peck. Segundo Jon Blistein, da Rolling Stone, a canção têm influências gospel e ritmo crescente. Rania Aniftos, da Billboard, notou que a canção trabalha temas que retratam a "esperança, superação de obstáculos e a gentileza com os demais". A canção faz, ainda, uso de uma das frases finais de Tubman antes de sua morte, em 1913: "Eu vou preparar um lugar para vocês."

## Histórico de lançamento
| Região | Data                  | Formato                     | Gravadora      | Ref.  |
| ------ | --------------------- | --------------------------- | -------------- | ----- |
| Mundo  | 25 de outubro de 2019 | Download digital, streaming | Back Lot Music | [ 7 ] |

## Prêmios & Indicações
| Prêmio                                    | Categoria                                    | Resultado |
| ----------------------------------------- | -------------------------------------------- | --------- |
| Academy Awards                            | Melhor Canção Original                       | Indicado  |
| Golden Globe Awards                       | Melhor Canção Original                       | Indicado  |
| Grammy Awards                             | Melhor Canção para Mídias Visuais            | Pendente  |
| Critics' Choice Awards                    | Melhor Canção                                | Indicado  |
| Hollywood Music in Media Awards           | Melhor Canção Original                       | Venceu    |
| Houston Film Critics Society Awards       | Melhor Canção Original                       | Indicado  |
| NAACP Image Awards                        | Melhor Canção Tradicional                    | Indicado  |
| Society of Composers and Lyricists Awards | Melhor Canção para Mídias Visuais            | Venceu    |
| World Soundtrack Awards                   | Melhor Canção Original Escrita para um Filme | Venceu    |